# Haustierpark Lelkendorf
Koordinaten: 53° 50′ 22″ N, 12° 43′ 51″ O
Der Haustierpark Lelkendorf ist ein ganzjährig geöffneter Tierpark am Rande des Naturparks Mecklenburgische Schweiz und Kummerower See. Es werden schwerpunktmäßig alte, seltene und vom Aussterben bedrohte Haus- und Nutztierrassen in Familienherden und Gruppen gehalten und gezüchtet.
Der Haustierpark befindet sich in Lelkendorf im Landkreis Rostock in Mecklenburg-Vorpommern, etwa 13 Kilometer nordöstlich von Teterow. Gegründet wurde der Haustierpark Lelkendorf im Jahre 1992 – seinerzeit noch als Tierrassenpark. Geburtshelfer für das Lelkendorfer Projekt war der damalige Haustier-Schutzpark Warder (heute Arche Warder genannt) in Schleswig-Holstein mit dessen Leiter Jürgen Güntherschulze.
Der Haustierpark ist nach dem Ausscheiden Güntherschulzes im Herbst 2023 geschlossen worden. Die verbliebenen Tiere befinden sich mittlerweile im Arche-Park Warsow.

## Arche-Park
Die Gesellschaft zur Erhaltung alter und gefährdeter Haustierrassen (GEH) verlieh dem Haustierpark Lelkendorf am 24. Juni 2012 anlässlich des 20-jährigen Bestehens den Titel „Arche-Park“. Damit war Lelkendorf der sechste Tierpark in Deutschland, der diesen Titel tragen darf. Diese Auszeichnung wird nur solchen öffentlichen Einrichtungen zugesprochen, die sich seit vielen Jahren intensiv für die Erhaltung alter und gefährdeter Nutztierrassen einsetzen und dies aktiv in der Öffentlichkeit sichtbar machen. Der Leiter Jürgen Güntherschulze ging Ende 2017 in den Ruhestand. Der Bundespräsident verlieh ihm das Bundesverdienstkreuz am Bande. Dieses wurde ihm im November 2018 von Mecklenburg-Vorpommerns Ministerpräsidentin Manuela Schwesig ausgehändigt.

## Bestand
Zum Bestand zählen fast 400 Tiere, deren Rassen akut vom Aussterben bedroht sind. Viele stehen auf der Roten Liste der gefährdeten Haustierrassen der GEH. Auszug aus der Liste der in Lelkendorf gehaltenen Haustierrassen:
- Juan-Fernández-Ziege, auch Robinson-Ziege
- Girgentana-Ziege, auch Mafia-Ziege
- Skudde (gehört zu den ältesten und bedrohten Hausschafrassen)
- Rhönschaf
- Belgisches Bartkaninchen
- Rotbuntes Husumer Schwein, auch Dänisches Protestschwein genannt
- Exmoor-Pony
- Chinesisches Maskenschwein
- Cachena-Rind
- Diepholzer Gans